# Bezirksamt Breisach
| Basisdaten            | Basisdaten                         |
| --------------------- | ---------------------------------- |
| Staat                 | Großherzogtum Baden Republik Baden |
| Landeskommissärbezirk | Freiburg                           |
| Sitz                  | Breisach                           |
| Bestandszeitraum      | 1807–1924                          |
| Fläche                | 169,4 km² (1910)                   |
| Einwohner             | 20.366 (1910)                      |
| Bevölkerungsdichte    | 120 Einw./km² (1910)               |
| Gemeinden             | 21 (1924)                          |

Bezirksämter in Baden (Stand 1890)

Das Bezirksamt Breisach, im 19. Jahrhundert auch als Oberamt Breisach oder Amt Breisach bezeichnet, war von 1807 bis 1924 ein Verwaltungsbezirk im Großherzogtum Baden und in der Republik Baden. Sein Gebiet gehört heute zu den Landkreisen Breisgau-Hochschwarzwald und Emmendingen in Baden-Württemberg.

## Geschichte
Die Stadt Breisach mitsamt den umliegenden, am Kaiserstuhl gelegenen Dörfern gehörte im 18. Jahrhundert zu Vorderösterreich. Die Gegend wurde 1793 von den französischen Revolutionstruppen erobert und 1805 von Napoleon Bonaparte dem neugebildeten Großherzogtum Baden zugeschlagen.
In Baden wurde am 17. Oktober 1807 in der Provinz des Oberrheins das neue Oberamt Breisach eingerichtet. Ihm zugeteilt wurden zunächst die Dörfer Feldkirch, Grezhausen, Hartheim, Hausen an der Möhlin und Munzingen aus dem Obervogteiamt Heitersheim, die Städte Breisach und Burkheim mit den Dörfern Achkarren, Hochstetten, Gottenheim, Gündlingen, Merdingen, Niederrimsingen, Niederrotweil, Oberrimsingen, Oberrotweil, Waltershofen, Wasenweiler und Wippertskirch aus dem Oberamt Freiburg sowie die Dörfer Jechtingen, Oberbergen, Schelingen und Vogtsburg aus dem Oberamt Kenzingen.
Durch das Organisationsrescript vom 26. November 1809 wurde das Amt Breisach dem neuen Dreisamkreis zugeordnet. Gleichzeitig kamen die Dörfer Bischoffingen, Bickensohl und Ihringen neu zum Amt Breisach. In den folgenden Jahren wurde die Abgrenzung des Amtes mehrfach geändert.
Am Ort des heutigen Amtsgerichts in der Kapuzinergasse wurde 1822 ein Amtshaus errichtet, das 1945 zerstört wurde.
Das Amt Breisach gehörte ab 1832 zum Oberrheinkreis und ab 1864 zum Kreis Freiburg. Aus dem nun explizit Bezirksamt Breisach genannten Amt wechselten 1864 die beiden Gemeinden Hartheim und Hausen an der Möhlin zum Bezirksamt Staufen. Das Bezirksamt Breisach hatte damit seinen endgültigen Umfang erreicht und gehörte nun zum Landeskommissärbezirk Freiburg.
Durch eine Verordnung des badischen Innenministers wurde das Bezirksamt Breisach zum 1. April 1924 aufgelöst. Die Gemeinden Bischoffingen, Jechtingen, Kiechlinsbergen, Königschaffhausen, Leiselheim und Sasbach kamen zum Bezirksamt Emmendingen, alle übrigen Gemeinden zum Bezirksamt Freiburg. Am 1. Oktober 1936 wechselten Bischoffingen, Jechtingen, Kiechlingsbergen und Leiselheim vom Bezirksamt Emmendingen zum Bezirksamt Freiburg.

## Einwohnerentwicklung
| Jahr | Einwohner | Quelle |
| ---- | --------- | ------ |
| 1814 | 12.758    | [ 11 ] |
| 1834 | 21.470    | [ 12 ] |
| 1852 | 22.788    | [ 13 ] |
| 1871 | 21.121    | [ 14 ] |
| 1890 | 19.436    | [ 15 ] |
| 1900 | 19.809    | [ 1 ]  |
| 1910 | 20.366    | [ 1 ]  |

## Gemeinden
Die folgende Tabelle enthält die 21 Gemeinden, die von 1864 bis 1924 dem Bezirksamt Breisach angehörten, ihre Einwohnerzahl bei den Volkszählungen von 1864, 1890 und 1910 sowie ihre heutige Zugehörigkeit. Die heutigen Gemeinden Endingen am Kaiserstuhl und Sasbach am Kaiserstuhl liegen im Landkreis Emmendingen; alle anderen heutigen Gemeinden im Landkreis Breisgau-Hochschwarzwald.
| Gemeinde          | 1864 | 1890 | 1910 | Heutige Zugehörigkeit    |
| ----------------- | ---- | ---- | ---- | ------------------------ |
| Achkarren         | 640  | 646  | 647  | Vogtsburg im Kaiserstuhl |
| Bickensohl        | 474  | 412  | 361  | Vogtsburg im Kaiserstuhl |
| Bischoffingen     | 546  | 493  | 547  | Vogtsburg im Kaiserstuhl |
| Breisach (Stadt)  | 3270 | 3088 | 3537 | Breisach am Rhein        |
| Burkheim (Stadt)  | 847  | 706  | 736  | Vogtsburg im Kaiserstuhl |
| Gottenheim        | 1217 | 1076 | 1164 | Gottenheim               |
| Grezhausen        | 129  | 114  | 89   | Breisach am Rhein        |
| Gündlingen        | 830  | 781  | 760  | Breisach am Rhein        |
| Ihringen          | 2652 | 2747 | 3251 | Ihringen                 |
| Jechtingen        | 985  | 859  | 821  | Sasbach am Kaiserstuhl   |
| Kiechlinsbergen   | 872  | 720  | 725  | Endingen am Kaiserstuhl  |
| Königschaffhausen | 968  | 928  | 909  | Endingen am Kaiserstuhl  |
| Leiselheim        | 478  | 420  | 367  | Sasbach am Kaiserstuhl   |
| Merdingen         | 1483 | 1333 | 1275 | Merdingen                |
| Niederrimsingen   | 626  | 486  | 452  | Breisach am Rhein        |
| Oberbergen        | 917  | 695  | 691  | Vogtsburg im Kaiserstuhl |
| Oberrimsingen     | 754  | 636  | 556  | Breisach am Rhein        |
| Oberrotweil       | 1509 | 1375 | 1591 | Vogtsburg im Kaiserstuhl |
| Sasbach           | 1087 | 971  | 1036 | Sasbach am Kaiserstuhl   |
| Schelingen        | 438  | 298  | 244  | Vogtsburg im Kaiserstuhl |
| Wasenweiler       | 780  | 652  | 607  | Ihringen                 |